# Andriy Portnov
Andriy Portnov (en ucraniano: Андрій Володимирович Портнов, Lugansk, 27 de octubre de 1973-Pozuelo de Alarcón, Comunidad de Madrid, 21 de mayo de 2025) fue un abogado y político ucraniano.

## Biografía
Portnov fue alto asesor del expresidente ucraniano Víktor Yanukóvich. Lo mataron a las puertas del Colegio Americano de Madrid en mayo de 2025.